# Acridoschema flavolineatum
Acridoschema flavolineatum är en skalbaggsart som beskrevs av Stefan von Breuning 1970. Acridoschema flavolineatum ingår i släktet Acridoschema och familjen långhorningar.
Artens utbredningsområde är Nigeria. Inga underarter finns listade i Catalogue of Life.